# Chaká (Conkal)
Chaká  es una localidad del Conkal en el estado de Yucatán localizado en el sureste de México.

## Toponimia
El nombre (Chaká) proviene del maya yucateco.

## Infraestructura
- Un casco reconstruido que sirve como negocio particular.

## Galería

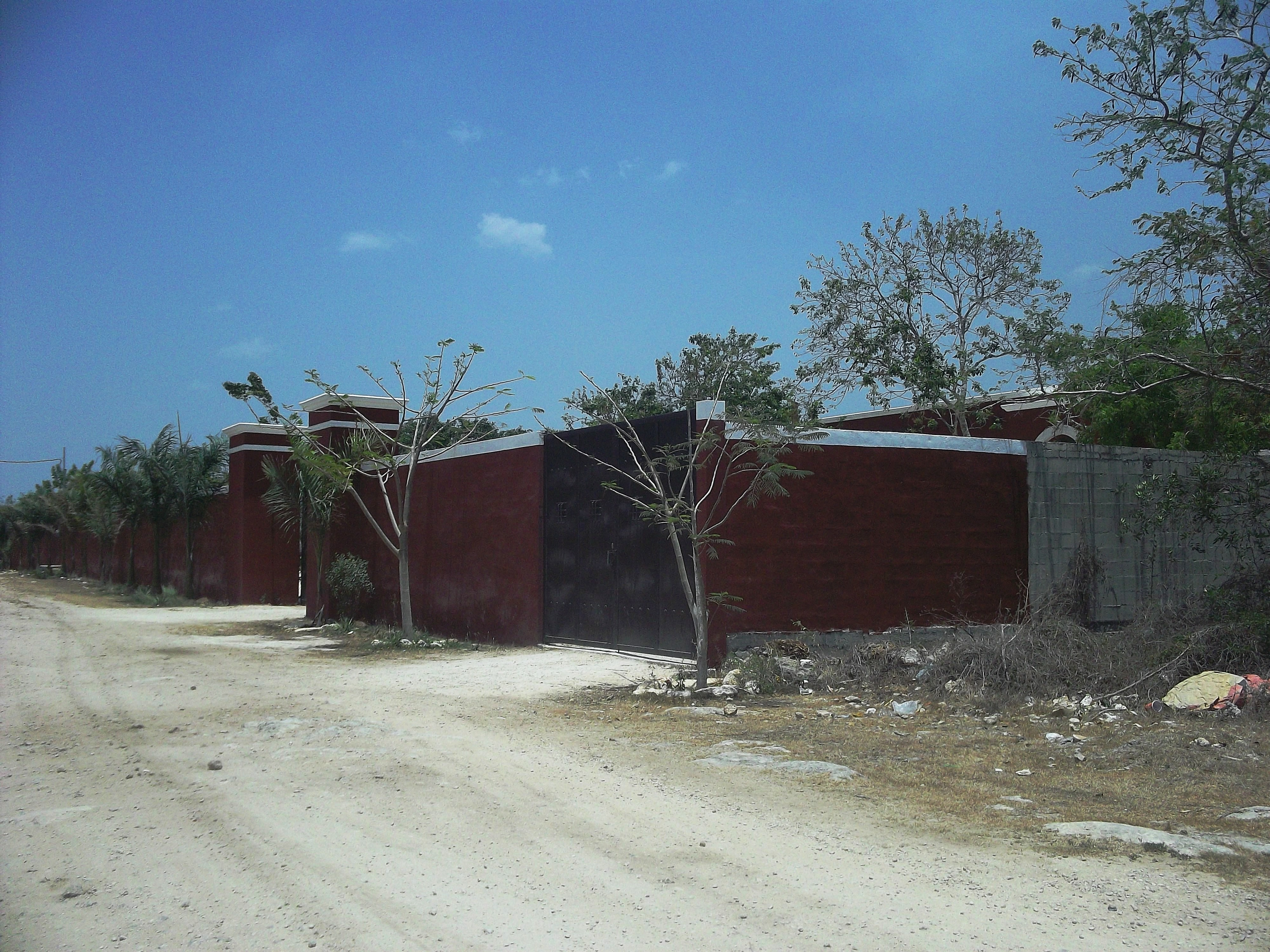
Vista de la hacienda.